# 保罗·马科斯·德·约苏斯·里贝罗
保隆，全名保罗·马科斯·德·约苏斯·里贝罗（Paulo Marcos de Jesus Ribeiro，1986年2月25日—），是一名巴西职业足球运动员，司职后卫，现效力于巴西足球甲级联赛球队國際體育會。

## 职业生涯
2008年1月，保隆和巴西低级别球队Itapirense签约两年，开始职业足球生涯 。他在圣保罗州丙级联赛中出场17次，打进1球，期间拿到8张黄牌，2次累积黄牌停赛。6月份，保隆转会加盟另一支低级别球队Universal，然后迅速被租借到巴西丙级联赛阿拉皮拉卡效力。在2009赛季，保隆依然留在阿拉皮拉卡队，并以主力球员的身份帮助阿拉皮拉卡队获得阿拉戈斯州联赛冠军及巴西丙级联赛亞軍。
2009年9月21日，保隆被租借到巴甲球队格雷米奥普丹迪至赛季结束，但他直到联赛的最后一轮才获得出场机会。
2010年保隆正式转会到格雷米奥普丹迪，他迅速成长为球队主力，在该赛季上半段为球队出场22次，其中州联赛中16次，巴甲联赛6次。6月份保隆和球队延长合同。2010年8月30日，保隆被租借到另外一支巴甲球队甘美奧九个月。他在9月11日甘美奧1比0小勝科林蒂安的比赛中替补出场，首次代表甘美奧亮相，之后他占据球队的主力位置，在联赛中获得14次出场机会，帮助甘美奧以联赛第四名获得南美解放者杯的参赛资格。
2011年3月2日，中国足球超级联赛球队广州恒大宣布以保隆签约四年，转会金额为350万美元。保隆成为广州队的后防绝对主力，在2011年中国足球超级联赛中出场28次，并帮助广州恒大队夺得俱乐部历史上首个顶级联赛冠军。2012赛季，由于名额限制，保隆并没有进入广州恒大征战2012年亚足联冠军联赛的参赛名单。
2013年1月6日，巴西足球甲级联赛球队高士路宣布租借保隆一年。
2014年1月2日，巴甲球队国际宣布与保隆就合同细节达成一致，通过体检后双方将签署一份为期三年的合同。。